# Australomimetus nasoi
Australomimetus nasoi là một loài nhện trong họ Mimetidae.
Loài này thuộc chi Australomimetus. Australomimetus nasoi được miêu tả năm 2009 bởi Harms & Harvey.